# Abroad with Two Yanks
Abroad with Two Yanks is een Amerikaanse filmkomedie uit 1944 onder regie van Allan Dwan. In Nederland werd de film destijds uitgebracht onder de titel Met twee Jantjes op stap.

## Verhaal
De mariniers Biff Koraski en Jeff Reardon zijn met verlof in Australië. Ze worden er allebei smoorverliefd op Joyce Stuart. Hoe dichter bij het eind van hun verlof komt, des te driester worden hun pogingen om het hart van Joyce te veroveren.

## Rolverdeling
| Acteur           | Personage            |
| ---------------- | -------------------- |
| William Bendix   | Biff Koraski         |
| Helen Walker     | Joyce Stuart         |
| Dennis O'Keefe   | Jeff Reardon         |
| John Loder       | Sergeant Cyril North |
| George Cleveland | Roderick Stuart      |
| Janet Lambert    | Alice                |
| James Flavin     | Sergeant Wiggins     |
| Arthur Hunnicutt | Arkie                |
| Steve Dunhill    | Handsome             |
| Herbert Evans    | Michael              |
| William Forrest  | Kolonel Hart         |
| John Abbott      | Verkoper             |